# The Easybeats
The Easybeats est un groupe de rock australien des années 1960 originaire de Sydney. Fondé en 1964, il se compose de cinq musiciens arrivés depuis peu en Australie : le chanteur Stevie Wright, et le batteur Snowy Fleet sont anglais, le guitariste rythmique George Young écossais, tandis que le guitariste Harry Vanda et le bassiste Dick Diamonde sont hollandais.
Influencés par le rhythm and blues et le courant Mod, les Easybeats sont le groupe australien le plus connu de la décennie grâce à la chanson Friday on My Mind, qui devient un hit en Europe et aux États-Unis à la fin de l'année 1966. Ils s’envolent alors pour l’Angleterre vers la gloire. À peine ont-ils vu un concert de The Move qu’ils se rendent compte que la compétition est rude. Ils demandent de l’aide à Shel Talmy. Les Easybeats jouent alors au Saville Theatre devant The Beatles et The Rolling Stones. Brian Epstein leur propose alors un contrat, qu’ils refusent pour repartir en Australie.

## Membres
- Stevie Wright : chant (1964-1969, 1986) (décédé en 2015)
- Harry Vanda : guitare principale (1964-1969, 1986)
- George Young : guitare rythmique (1964-1969, 1986) (décédé en 2017)
- Dick Diamonde : basse (1964-1969, 1986) (décédé en 2024)
- Snowy Fleet : batterie (1964-1967, 1986)
- Tony Cahill : batterie (1967-1969) (décédé en 2014)

## Discographie

### Albums studio
- 1965 : Easy (en)
- 1966 : It's 2 Easy (en)
- 1966 : Volume 3 (en)
- 1967 : Good Friday (en) (album britannique) / Friday on My Mind (en) (album américain)
- 1968 : Vigil (en) (album australien et britannique) / Falling Off the Edge of the World (album américain)
- 1970 : Friends (en)

### Compilations
- 1967 : The Best of The Easybeats + Pretty Girl (en)
- 1969 : The Best of The Easybeats Volume 2 (en)
- 1977 : The Shame Just Drained (en)
- 1980 : Absolute Anthology 1965 to 1969 (en)